# Опашата синявица
Опашатата синявица (Coracias caudatus) е вид птица от семейство Coraciidae.

## Разпространение
Видът е разпространен в Ангола, Ботсвана, Бурунди, Етиопия, Замбия, Зимбабве, Република Конго, Демократична република Конго, Кения, Лесото, Малави, Мозамбик, Намибия, Руанда, Сомалия, Свазиленд, Танзания, Уганда и Южна Африка.